# 长梗山土瓜
长梗山土瓜（学名：Merremia longipedunculata）为旋花科鱼黄草属的植物，为中国的特有植物。分布在中国大陆的云南、贵州、广西等地，生长于海拔500米至1,000米的地区，多生长于旷地和山谷灌丛，目前尚未由人工引种栽培。